# António Vieira
Pour les articles homonymes, voir António Vieira (homonymie) et Vieira.
Œuvres principales
- História do Futuro (1649 - 1665)
- Sermons (1679-1748 pour l'édition princeps)

Antonio Vieira, né le 6 février 1608 à Lisbonne (Portugal) et décédé le 18 juillet 1697 à Salvador de Bahia (Brésil) était un prêtre jésuite portugais, écrivain et prédicateur de renom. Auteur de plus de deux cents sermons, représentant du Baroque littéraire, Antonio Vieira est considéré comme l'un des grands noms de la littérature portugaise, et l'un des plus grands orateurs sacrés du XVIIe siècle. 
Proche du roi Jean IV de Portugal, il est chargé en 1646 de défendre les intérêts du Portugal contre l'Espagne et la Hollande dans les débats préparatoires à la Paix de Westphalie. Ses positions en faveur des droits humains des peuples indigènes du Brésil ainsi qu'en faveur des Juifs, et sa critique de l'esclavage et de l'Inquisition, témoignent de la modernité de sa pensée. 
Dans Message, Fernando Pessoa le nomme, « Empereur de la langue portugaise ».
Ses Sermons figurent sur la liste des 50 œuvres essentielles de la littérature portugaise établie en 2016 par le prestigieux Diário de Notícias.

## Biographie
Né dans une famille lisboète d'humble extraction, Antonio Vieira est le fils de Cristóvão Vieira Ravasco, le fils d'une mulâtresse, et de Maria de Azevedo. Il est baptisé à la Sé, où une plaque lui rend hommage.
Antonio Vieira suivit son père (greffier au tribunal de Bahia) au Brésil en 1614, à l'âge de six ans. Il y suivit ses études au collège jésuite de Salvador de Bahia, dont il fut un élève brillant. En dépit des réticences de ses parents, il entre au noviciat de la Compagnie de Jésus en mai 1623. Dès 1624, l'invasion hollandaise du Brésil, qui le contraint à se réfugier à l'intérieur des terres, lui fait découvrir sa vocation de missionnaire. Il prononce ses premiers vœux l'année suivante et suit ensuite le cours habituel de la formation jésuite se terminant avec l'étude de la théologie. Sujet brillant et prometteur, devenu maître et professeur ès Arts, il est ordonné prêtre le 10 décembre 1634, à Bahia.
La deuxième invasion hollandaise du Brésil, en 1630, l'ouvre à la politique : il travaille activement à dissuader le Portugal de céder ses colonies à un ennemi pourtant militairement supérieur. La disgrâce dans laquelle le fera tomber sa défense des Juifs contre l'Inquisition quelques années plus tard sera pour lui une autre raison de regagner la métropole. En 1641, après la Restauration du Portugal, il est membre de la délégation envoyée du Brésil pour la reconnaissance de la nouvelle dynastie de Bragance, et séduit le roi Jean IV par la vivacité de son esprit et ses qualités d'orateur. Prédicateur en vogue, il est chargé en 1646 de défendre les intérêts du Portugal contre l'Espagne et la Hollande dans les débats préparatoires à la Paix de Westphalie.
De retour au Portugal, ses grands succès oratoires qui en font, quoique dans un style très différent, l'équivalent d'un Bossuet, sont remis en cause par les polémiques que ces sermons suscitent, notamment avec l'Inquisition sur la question des nouveaux-chrétiens. Vieira retourne donc au Brésil de 1652 à 1661, où il effectue des missions dans le Maranhão, mais d'où sa défense des peuples indigènes le fait chasser une nouvelle fois. Il affirme ainsi dans plusieurs sermons que les Indiens sont plus réceptifs aux principes évangéliques que les colons portugais, qu'il juge violents.
Son dernier séjour en Europe voit Vieira menacé pour ses théories millénaristes. En effet, il a peu à peu développé, d'abord auprès de correspondants ecclésiastiques, puis dans différents ouvrages, une interprétation renouvelée du mythe sébastianiste et des prophéties de Bandarra, dans lesquelles il annonce l'avènement futur d'un Quint-Empire (Cinquième Empire) universel dominé par le Portugal sous l'inspiration du Saint-Esprit, après la résurrection du roi Jean IV. Il est plusieurs fois condamné à la prison ou à l'interdiction de prêcher, et se rend à Rome en 1669 pour y solliciter l'appui du Pape. Il parvient à y poursuivre sa lutte contre l'Inquisition, et y séjourne six ans, jusqu'à son absolution. Il retourne alors à Lisbonne, mais se tient à l'écart des affaires publiques.
En 1681, âgé de 73 ans, il regagne définitivement le Brésil. Il s'y consacre à la correction de ses sermons pour leur édition en quinze volumes, et à sa Clavis Prophetarum, somme prophétique. Ses œuvres se répandent en Europe, où elles recueillent les éloges. Malade et impotent, il meurt à l'âge de 89 ans.

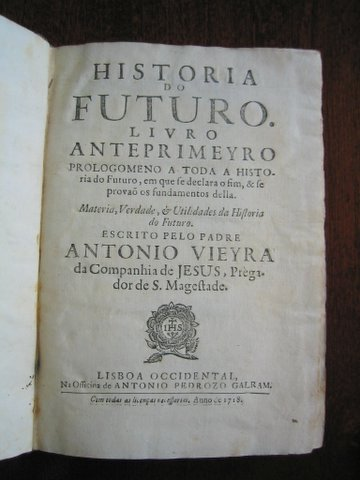
Page de titre d'une œuvre de Vieira

## Œuvre
Le Père Vieira laisse une œuvre considérable : plusieurs centaines de sermons, dont ceux de la Sexagésime, de Saint Antoine aux poissons, ou du Bon Larron, qui sont des pièces d'anthologie, objets d'étude dans l'enseignement secondaire et universitaire, ainsi qu'une correspondance vaste et variée parfois considérée comme le meilleur de sa prose, des traités de théologie, et un ensemble prophétique important : l'Histoire du Futur, la Clavis Prophetarum. 

### Édition de référence
- Obras completas do padre António Vieira - Sermões, 15 vol., Édition : Porto : Lello & irmão , 1959, Éditeur scientifique et préfacier : Gonçalo Alves (1870-1932).

### Ouvrages disponibles en français
- Sermons choisis tome premier, trad. par l'abbé A. Poiret, Lyon, H. Pélagaud fils et Roblot, 1869. Exemplaire numérisé accessible en ligne
- Sermons choisis tome deuxième, trad. par l'abbé A. Poiret, Lyon, H. Pélagaud fils et Roblot, 1869. Exemplaire numérisé accessible en ligne
- Sermons choisis tome troisième, trad. par l'abbé A. Poiret, Lyon, H. Pélagaud fils et Roblot, 1869. Exemplaire numérisé accessible en ligne
- Sermons choisis tome quatrième, trad. par l'abbé A. Poiret, Lyon, H. Pélagaud fils et Roblot, 1869. Exemplaire numérisé accessible en ligne
- Sermons choisis tome cinquième, trad. par l'abbé A. Poiret, Lyon, H. Pélagaud fils et Roblot, 1873. Exemplaire numérisé accessible en ligne
- Sermons choisis tome sixième, trad. par l'abbé A. Poiret, Lyon, H. Pélagaud fils et Roblot, 1875. Exemplaire numérisé accessible en ligne
- Le Ciel en damier d'étoiles, Grenoble, Éditions Cent Pages, 1989 et réédition 2003.
- La Mission d'Ibiapaba. Le Père António Vieira et le droit des Indiens, Paris, Chandeigne/UNESCO (Coll. Magellane), 1998, 239 pp.
- Sermon de saint Antoine aux poissons, Paris, Chandeigne, 1998
- Le Salut en clair-obscur. Sermons baroques, Genève, Ad solem, 1999
- Sermon du bon larron, Paris, Allia, 2002.
- Sur les procédés de la Sainte Inquisition, Paris, Bayard, 2002.